# Арбератс-Сийег
Арбера́тс-Сийе́г (фр. Arbérats-Sillègue) — коммуна во Франции, находится в регионе Новая Аквитания. Департамент — Атлантические Пиренеи. Входит в состав кантона Пеи-де-Бидаш, Амикюз и Остибар. Округ коммуны — Байонна.
Код INSEE коммуны — 64034.

## География
Коммуна расположена приблизительно в 670 км к юго-западу от Парижа, в 170 км южнее Бордо, в 55 км к западу от По.

### Климат
Климат тёплый океанический. Зима мягкая, средняя температура января — от +5°С до +13°С, температуры ниже −10 °C бывают редко. Снег выпадает около 15 дней в году с ноября по апрель. Максимальная температура летом порядка 20-30 °C, выше 35 °C бывает очень редко. Количество осадков высокое, порядка 1100 мм в год. Характерна безветренная погода, сильные ветры очень редки.

## Население
Население коммуны на 2010 год составляло 299 человек.
| 1962 | 1968 | 1975 | 1982 | 1990 | 1999 | 2010 |
| ---- | ---- | ---- | ---- | ---- | ---- | ---- |
| 184  | 175  | 177  | 198  | 222  | 270  | 299  |

## Администрация
| Период | Период | Фамилия     | Партия | Примечания |
| ------ | ------ | ----------- | ------ | ---------- |
| 1995   | 2001   | Жак Сальнав |        |            |
| 2001   | 2020   | Совёр Башо  |        |            |

## Экономика
В 2010 году среди 206 человек трудоспособного возраста (15—64 лет) 160 были экономически активными, 46 — неактивными (показатель активности — 77,7 %, в 1999 году было 75,4 %). Из 160 активных жителей работали 157 человек (84 мужчины и 73 женщины), безработных было 3 (2 мужчин и 1 женщина). Среди 46 неактивных 25 человек были учениками или студентами, 11 — пенсионерами, 10 были неактивными по другим причинам.

## Достопримечательности
- Церковь Св. Лаврентия (1615 год)[4].

## Фотогалерея
- Фронтон (площадка для игры в пелоту)
- Карта коммуны